# Musudan-ri
Koordinaten: 40° 51′ 21″ N, 129° 39′ 57″ O
Musudan-ri (auch Tonghae Satellite Launching Ground) ist ein Raketenstartplatz in der nordkoreanischen Provinz Hamgyŏng-pukto.  Das Gebiet wurde früher auch Taepodong (대포동) genannt.

## Chronologie der Raketenstarts (unvollständig)
- April 1984: Test Hwasong-5
- September 1984: Test einer Hwasong-5
- Mai 1990: Test einer Nodong-1
- Juni 1990: Test einer Hwasong-6
- Juni 1992: Test einer Nodong-1 (gescheitert)
- 29. Mai 1993: Test sowohl zweier Hwasong-6 als auch einer Nodong-1
- 30. Mai 1993: Test einer Hwasong-6
- 31. August 1998: Start einer Taepodong-1, gescheitert? (siehe Kwangmyŏngsŏng)
- 5. April 2009: Test einer Taepodong-2